# گائو فرانکونیا
گائو فرانکونیا (آلمانی: Gau Franconia) یکی از تقسیمات اداری در آلمان نازی از سال ۱۹۳۳ تا ۱۹۴۵ بود که در فرانکن وسطی در بایرن واقع شده بود. پیش از آن و در سال‌های میان ۱۹۲۹ تا ۱۹۳۳، این ناحیه یکی از بخش‌های منطقه‌ای حزب ناسیونال سوسیالیست کارگران آلمان بود. نخستین گائولایتر این منطقه یولیوس اشترایشر بود که پس از جنگ در دادگاه نورنبرگ محاکمه و به‌جرم جنایت علیه بشریت اعدام شد.